# 新宮凉園

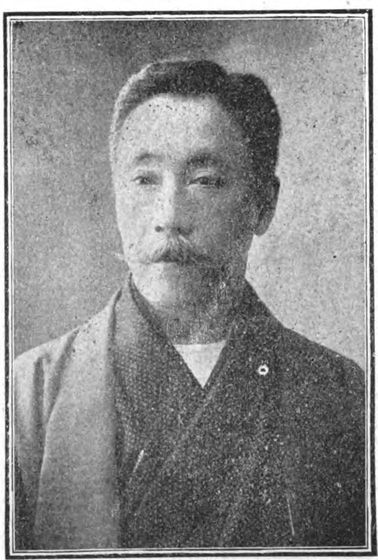
新宮凉園

新宮 凉園（しんぐう りょうえん、1852年（嘉永5年） - 1925年（大正14年））は、幕末・明治期の医者・官吏。慶應義塾医学所教頭。

## 経歴
摂津国高槻生まれ。京都に住む。紀州藩医の新宮凉介の長男で、代々紀州藩の藩医を務めた新宮家の出身。
新宮凉庭が私財を投じて京都におこしていた医学塾、家塾・新宮凉庭塾（順正書院）で蘭方医学を学び、江戸に出て叔父の松山棟庵が寄宿していた慶應義塾に住み込み、岩佐純・西周に蘭学・医術を学び、横浜に遊学してドクトル・シモンズに学ぶ。大学東校の教授となり、中毒療法の一編を翻訳して上梓する。横浜の十全病院に通い、杉田武と共研学社をおこす。
1874年（明治7年）に慶應義塾医学所の教頭となり、かつ太政官より医術開業免許を受ける。慶應義塾医学所の教員及び役員の杉田武・小泉芳五郎・上田藤太・前田政四郎・松山誠二・沖野嘉太郎・江島春熙・宮田温・片倉壽栄・平野庄三郎らと共に、成医会、東京医学会（後の日本医師会）の創立に尽力。
内務省御用掛として1882年（明治15年）奏任御用掛、医術開業試験対策調査事務となる。1884年に非職となり、以降民間にて治療にあたる。

## 家族
- 実父・新宮凉介（貞亮） - 紀伊（和歌山県）の医師の松山庄太郎の子。松山棟庵の兄。新宮凉庭の養子。
- 妻・増枝 - 新宮凉庭の孫（凉庭の娘の松代と婿養子の新宮凉民の長女）[2]。
- 娘・春子 - 夫に加賀大聖寺藩士の金谷宗次郎の次男の彦二（1879年生）をむかえ、新宮凉国と改名させた[3]。凉国は東大医科卒業後、東京女子高等師範学校講師を経て三井同族事務局、三井総元方嘱託[4]。春子・凉国の娘婿に、村橋俊介・片山信夫がいる[4]。なお、三井家元老の能勢壽福によると、新宮家は凉民（凉園の岳父）の代までは盛んであったが、凉園の放蕩により家を売り、破産したという[5]。

## 著書
- 『實弗的里亞論』
- 『獨逸醫學辭典』